# 자루드니땃쥐
자루드니땃쥐 또는 자루드니바위땃쥐(Crocidura zarudnyi)는 땃쥐과에 속하는 포유류의 일종이다. 아프가니스탄과 이란 그리고 파키스탄에서 발견된다.

## 생태
주로 독거 생활을 한다.

## 분포 및 서식지
아프가니스탄 남부와 동부, 이란 남동부, 파키스탄 남서부에 분포한다. 해발 500m와 3,000m 사이의 구릉 지대와 산악 지대에서 서식한다. 자연 서식지는 준사막 지대와 스텝 지대, 앞이 트인 산악 지대이다.